# Deir Alla jezik
Deir Alla jezik (kodni naziv xdr koristi se samo lokalno), neklasificirani centralnosemitski jezik koji se oko 800 priije Krista govorio na području današnjeg Jordana.
Sačuvana su svega dva fragmentarna teksta. Jedan od njih oslikan na zidovima hrama u dolini Jordana, pripovijeda o vizijama proroka Balaama (בִּלְעָם) sina Beorova. Ponekad se tretira kao kanaanski jezik.